# Jerzy z Trapezuntu
Jerzy z Trapezuntu także Jerzy z Trebizondy (ur. 1395 w Kandii, zm. 1484 w Rzymie) – filozof, teolog, filolog i humanista bizantyński.

## Życiorys
Jerzy urodził się w 1395 roku w Kandii na Krecie. Jego przodkowie pochodzili z Trapezuntu, stąd przydomek. Około 1412 roku przybył do Włoch. W Wenecji, Padwie i Vicenzy nauczał greki i kopiował greckie kodeksy. Obracał się wśród włoskich i greckich humanistów F. Barbara, F. Filelfa, Guarina z Werony, Ambrożego Traversari. Około 1425 roku przeszedł na katolicyzm. W 1434 roku napisał podręcznik retoryki (Rethoricum libri quinque, wyd. w Wenecji 1472), na którym potem oparł się Filip Kallimach. Od 1437 roku pełnił funkcję tłumacza w kurii rzymskiej podczas rozmów nad unią Kościołów greckiego i rzymskiego. W trakcie obrad soborowych we Florencji, wraz z Teodorem Gazą i Jerzym Scholarem ostro zaatakował Jerzego Gemista-Pletona. Wykładał poezję i literaturę grecką we Florencji. W 1444 roku został sekretarzem apostolskim w Rzymie i podjął wykłady na uniwersytecie Sapienza.

## Twórczość
Jerzy przetłumaczył Contra Eunomium Bazylego Wielkiego i Parmenidesa Platona, czym zyskał wielkie uznanie wśród współczesnych. Kolejne przekłady: Preparatio evangelica Euzebiusza z Cezarei, Problemata Pseudo-Arystotelesa, Almagest Ptolemeusza, Homilie Jana Chryzostoma i Prawa Platona spotkały się z ostrą krytyką papieża Mikołaja V i kardynała Bessariona. W kolejnych latach chcąc odzyskać nadszarpnięty autorytet uczonego i korzystając z proarystetelesowskiego stanowiska Mikołaja V, napisał Comparationes philosopharum Aristotelis et Platonis (wyd. w Wenecji 1523), atakujące Platona i ówczesnych platoników, zwłaszcza Gemista-Pletona i wskazujące na platonizm jako na źródło epikureizmu, orygenizmu i arianizmu. W swoim dziele Jerzy próbował uzgodnić arystotelizm z chrześcijaństwem, wskazywał na niego jako na prekursora prawdy o Trójcy Świętej i godnego włączenia w poczet świętych chrześcijańskich. Polemiki zapoczątkowane przez Jerzego doprowadziły do powstania nowożytnego arystotelizmu chrześcijańskiego, będącego rodzajem ideologii jednoczącej grecko-łaciński świat przed niebezpieczeństwem islamu.